# سسر (ایلینوی)
سسر، ایلینوی (به انگلیسی: Sesser, Illinois) یک شهر در ایالات متحده آمریکا با جمعیت ۲٬۱۲۸ نفر است که در ایلی‌نوی واقع شده‌است.

## موقعیت جغرافیایی
موقعیت جغرافیایی شهرها و مناطق اطراف به شرح زیر است: